# Allmendingen (Svizzera)
Allmendingen (toponimo tedesco; informalmente anche Allmendingen bei Bern) è un comune svizzero di 589 abitanti del Canton Berna, nella regione di Berna-Altipiano svizzero (circondario di Berna-Altipiano svizzero).

## Geografia fisica
Prevalentemente collinare con sprazi di pianura.

## Storia
Il comune di Allmendingen è stato istituito il 1º gennaio 1993 per scorporo da quello di Rubigen.

## Società

### Evoluzione demografica
L'evoluzione demografica è riportata nella seguente tabella:
Abitanti censiti

## Amministrazione
Ogni famiglia originaria del luogo fa parte del cosiddetto comune patriziale e ha la responsabilità della manutenzione di ogni bene ricadente all'interno dei confini del comune.